# Zamia dressleri
Zamia dressleri là một loài thực vật thuộc họ Zamiaceae. Đây là loài đặc hữu của Panama. Chúng hiện đang bị đe dọa vì mất môi trường sống.